# Papa Ioan al VI-lea
Papa Ioan al VI-lea (n. 655 d.Hr., Efes, Imperiul Roman de Răsărit – d. 11 ianuarie 705 d.Hr., Roma, Imperiul Roman de Răsărit) a fost grec de origine și un papă al Romei între 701 și 705. Pontificatul lui a început pe data de 30 octombrie 701 și a fost marcat de năvălirile langobarzilor în Campania. A reușit să-i convingă să se retragă la Benevent. Pe Iustinian al II-lea l-a oprit de a-i combate cu violența.